# Changpung
Changp'ung là một huyện ở tỉnh Bắc Hwanghae, Cộng hòa Dân chủ Nhân dân Triều Tiên. Trước đây thuộc khu vực thành thị Kaesong, huyện được sáp nhập với Bắc Hwanghae khi Kaesong bị hạ cấp năm 2003. Huyện nằm ở đông bắc của thành phố Kaesong và giáp Kumchon, Tosan, thành phố Kaesong cũng như vùng công nghiệp Kaesong.

## Hành chính
Huyện được chia thành 1 thị trấn (ŭp) và 22 làng (ri).
| - Changp'ung-up (장풍읍/長豊邑) - Chaha-ri (자하리/紫霞里) - Kuhwa-ri (구화리/九化里) - Sŏkch'on-ri (석촌리/石村里) - Changjwa-ri (장좌리/長佐里) - Kagok-ri (가곡리/佳谷里) - Sipt'an-ri (십탄리/十灘里) - Wŏlgo-ri (월고리/月古里) - Taedŏksan-ri (대덕산리/大德山里) - Sasi-ri (사시리/沙是里) - Ko'ŭp-ri (고읍리/古邑里) - Kukhwa-ri (국화리/國化里) | - Rimgang-ri (림강리/臨江里) - Sŏktun-ri (석둔리/席屯里) - Solhyŏn-ri (솔현리/率賢里) - Kwijon-ri (귀존리/貴存里) - Raengjŏng-ri (랭정리/冷井里) - Kach'ŏn-ri (가천리/佳川里) - Changhak-ri (장학리/獐鶴里) - Sa'am-ri (사암리/沙岩里) - Rabu-ri (라부리/羅浮里) - Hangdong-ri (항동리/項洞里) - Sekol-ri (세골리/세골里) |